# Salto do Cavalo
O Salto do Cavalo é uma elevação portuguesa localizada no concelho da Povoação, ilha de São Miguel, arquipélago dos Açores.
Este acidente geológico tem o seu ponto mais elevado a 805 metros de altitude acima do nível do mar. Junto desta formação encontra-se o Pico do Buraco e o Pico Sebastião Alves e o Miradouro do Salto do Cavalo.